# ウィリアムズバーグ駅
ウィリアムズバーグ駅（英語：Williamsburg Station ）は、アメリカ合衆国バージニア州ウィリアムズバーグ ノース・バウンダリー・ストリート468にある駅。 全米各地を結ぶ旅客鉄道のアムトラックが乗り入れている。

## 概要
ちょうどコロニアルウィリアムズバーグの北西に位置するウィリアムズバーグ交通センターはコロニアル・リバイバル様式の淡い色のレンガ造の駅である。チェサピーク・アンド・オハイオ鉄道（C＆O）は、20世紀初頭にこのスタイルの9駅を建設した。2本ずつの円柱と白い庇が平屋建の駅舎入口のスタイルを均整がとれたものとしている。強く左右対称の建物の本体は、それぞれの側にダブルベイの翼との急サイド-切妻屋根の両側に煙突がある。室内は、化粧レンガの壁、ドアのダークウォールナット、アーチ型の窓枠、切符売り場の窓が待合室を落ち着いた雰囲気とすべく高い天井と組み合わせられる。アムトラック待合室、駅務室が駅舎の東側部分を占め、新しく追加されたバスやレンタカー事務所は以前の貨物室だった大きな西側に入居している。 グレイハウンドとトレイルウェイズバスラインは、路線バス、タクシーと一緒に西側外で客扱いをしている。

## 利用可能な鉄道路線／列車
アムトラックの停車する列車は下記の通り。
ボストンとニューポートニューズ間の昼行長距離列車ノースイースト・リージョナル…1日2往復停車

## バス
当駅から乗車できるバスは以下の通り。
中長距離バス：グレイハウンド
路線バス： ウィリアムズバーグ地区交通局 (Williamsburg Area Transit Authority)
路線バス： ハンプトン・ロード・トランジット (Hampton Roads Transit)